# Neoescobaria
Neoescobaria là một chi thực vật có hoa trong họ, Orchidaceae.